# All-Ireland Senior Football Championship 1936
L'All-Ireland Senior Football Championship 1936 fu l'edizione numero 50 del principale torneo di calcio gaelico irlandese. Mayo batté in finale Laois ottenendo il primo trionfo della sua storia.

## Semifinali
| Roscommon 9 agosto 1936 | Mayo | 1-05 – 0-06 | Kerry |  |

| Dublino 29 agosto 1936 | Laois | 2-06 – 1-05 | Cavan | Croke Park |

### Finale
| Dublino 27 settembre 1936 | Mayo | 4-11 – 0-05 | Laois | Croke Park (52325 spett.) |